# Вулиця Леся Курбаса (Тернопіль)
Вулиця Леся Курбаса — одна з вулиць в м. Тернопіль. Названа на честь українського   режисера, актора,  драматурга, публіциста, перекладача Леся Курбаса.

## Відомості
Розпочинається від вулиці Володимира Великого, пролягає на схід, згодом — на північ паралельно до вулиці Полковника Морозенка до вулиці Текстильної, де і закінчується. На вулиці розташовані багатоквартирні будинки.

## Транспорт
На вулиці розташована 1 зупинка громадського транспорту (2, якщо враховувати "вул. Полковника Морозенка (по Лесі Курбаса)", до якої курсують автобусні маршрути №18, 19, 21, 22, 22А, 35, тролейбуси №3, 8.